# Grupo M77
O Grupo M77 (também conhecido como o Grupo NGC 1068) é um pequeno grupo de galáxias a aproximadamente 47 milhões de anos-luz de distância na direção da constelação de Cetus. Este grupo foi nomeado com o nome do membros mais brilhante, a galáxia espiral M77.

## Membros
| Nome          | Tipo    | A.R. (J2000)  | Dec. (J2000) | Magnitude |
| ------------- | ------- | ------------- | ------------ | --------- |
| M77           | SA(rs)b | 02h 42m 40.7s | -00° 00′ 48″ | 9.6       |
| NGC 1055      | Sb      | 02h 41m 4.3s  | +00° 26′ 34″ | 10.6      |
| NGC 1073      | SABc    | 02h 43m 40.7s | +01° 22′ 33″ | 11.0      |
| UGC 2162      | Im      | 02h 40m 23.4s | +01° 13′ 43″ | 16.2      |
| UGC 2275      | Sm      | 02h 47m 57.8s | +03° 53′ 08″ | 17.1      |
| UGC 2302      | Sm      | 02h 49m 08.7s | +02° 07′ 37″ | 13.8      |
| UGCA 44       | Irr     | 02h 49m 19s   | -02° 38.6′   | 18        |
| Markarian 600 | SB      | 02h 51m 04.5s | +04° 27′ 14″ | 15.8      |

NGC 1087, NGC 1090 e NGC 1094 são galáxias aparentemente próximas, mas seus desvio para o vermelho são muito maiores e mostram que estas são galáxias de fundo e estão mais distantes.